# Richard Rodriguez
Richard Rodriguez (Aruba, 10 december 1969), is een oud-atleet uit Aruba, die zich had toegelegd op de lange afstand. Hij nam eenmaal deel aan de Olympische Spelen, maar veroverde bij die gelegenheid geen medaille.

## Loopbaan
Rodriguez nam als marathonloper voor Aruba deel aan de Olympische Spelen in Sydney in 2000. Hij finishte niet. 
Hij was gedurende de openingsceremonie ook de vlaggendrager voor Aruba.

## Persoonlijk record
| Onderdeel | Prestatie | Jaar |
| --------- | --------- | ---- |
| marathon  | 2:30.24   | 1998 |